# المدرسة السنية
هي أول مدرسة أُنشِأت لتعليم الفتيات في مصر، و تقع في حي السيدة زينب بـالقاهرة.

## التأسيس
عرفت جشم آفت هانم بأنها أنشأت أول مدرسة حكومية مجانية لتعليم الفتيات وهى المدرسة السيوفية التي سُميت بالسنية فيما بعد، عام 1873م، وكانت المدرسة الأولى من نوعها في مصر وفي العالم الإسلامى؛

وجاءت فكرة إنشاءالمدرسة عقب صدور كتاب «المرشد الأمين للبنات والبنين» في سنة 1872 للشيخ رفاعة رافع الطهطاوي والذي طرح فيه بقوة قضية تعليم الفتاة؛ شجعها الكتاب علي المساندة في تحويل الفكرة لحقيقة؛ بدأت الدراسة فيها بخمس تلميذات، و زاد الاقبال حتى وصل العدد إلي 286 تلميذة بين 7-11 سنة خلال 6 شهور.

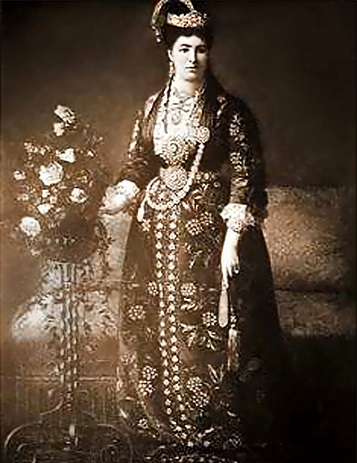
جشم آفت هانم

## أول دفعة من الخريجات
في عام 1903 تخرجت أول دفعة من المدرسة و كانت تضم فتاتان فقط هما ملك حفني ناصف ( باحثة البادية ) و فيكتوريا رياض عوض.